# 英式銅管樂隊

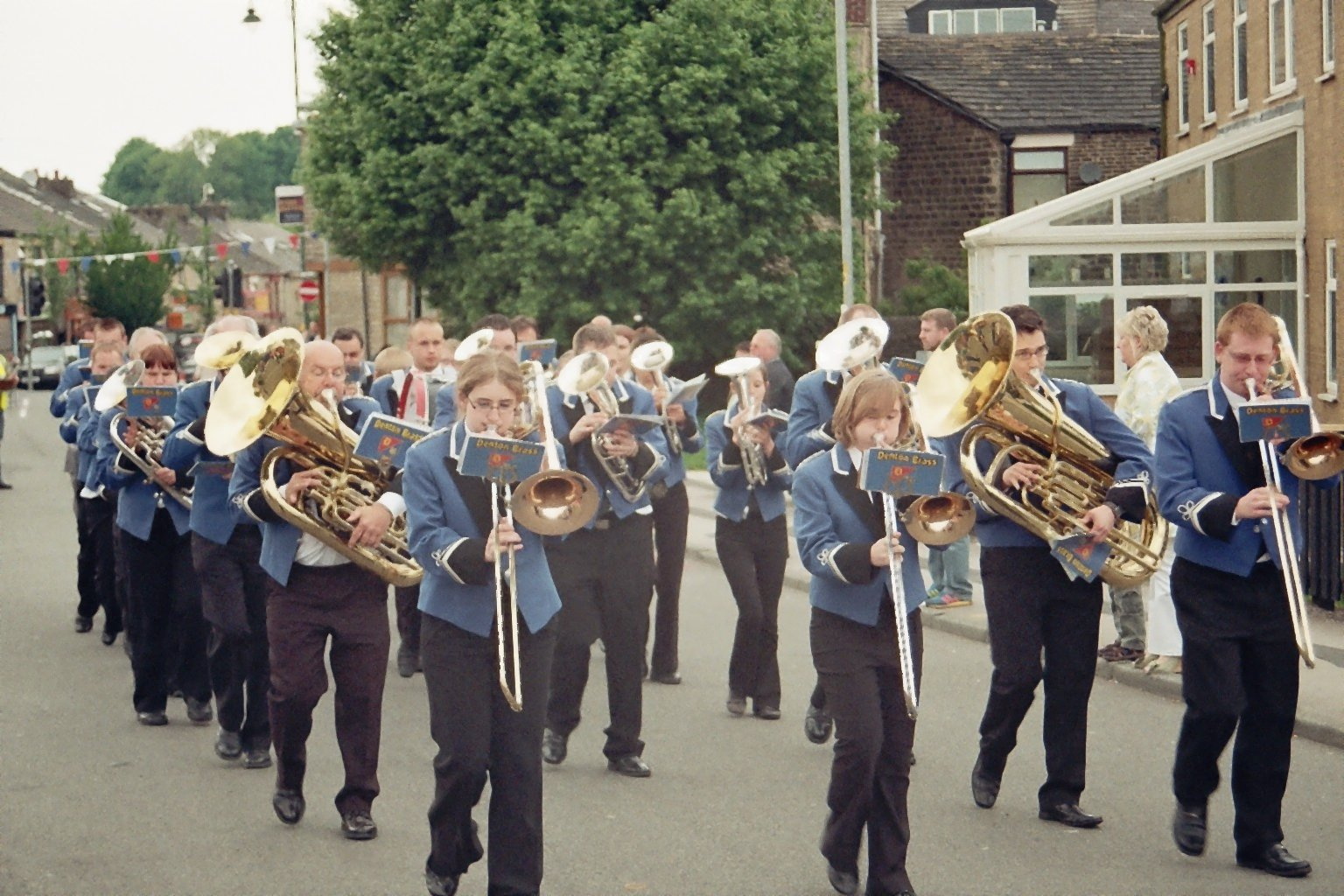

英式銅管樂團(British Style Brass Band)是一種僅包含銅管樂器和打擊樂器的樂團形式。現代的英式銅管樂團編制能追溯到到19世紀，當時1809年出現舊式Stalybridge樂團(可能是在世界上第一種民間銅管樂團)還存在。現在英式銅管樂團在世界各地都十分流行，尤其以歐洲為甚。

## 標準編制
標準的英制銅管樂團人數不包含指揮約介於27至29人之間、編制如下：
- E♭調短號（又稱高音短號（英语：soprano cornet））（1人）
- B♭調短號
  - 前列：首席（1人）、Solo（3人）
  - 後列：repiano（1人）、2nd（2人）、3rd（2人）（救世軍的教會銅管樂團通常沒有Repiano聲部）
- B♭調柔音號（1人、又稱高音號）
- E♭調中音號（Solo、1st、2nd，各1人）
- B♭調次中音號（高音譜B♭調記譜，又稱細管上低音號）（1st、2nd，各1人）
- B♭調長號（高音譜B♭調記譜）（1st、2nd，一般編制為兩部各1人、救世軍教會銅管樂團為Solo and 1st 2人、2nd 1人）
- 低音長號（低音譜C調記譜，早期使用G調樂器 近期三調性樂器較為普遍，1人）
- B♭調上低音號（粗管樂器、高音譜B♭調記譜）（2人）
- E♭調低音號（俗稱小吐吧、高音譜E♭調記譜）（2人）
- B♭調低音號（俗稱大吐吧、高音譜B♭調記譜）（2人）
- 打擊樂器（2至4人）

## 在各國的發展情形

### 救世軍銅管樂團
```
救世軍
(The Salvation Army)是1885年由卜維廉夫婦所創立的教會暨慈善組織，採用軍事建制名稱的組織架構是其最大特徵。除了傳教與事奉工作，
救世軍
也在全球大量參與社會服務和與國際救援活動，並有著「以愛心取代槍砲的軍隊」之稱號。
```

救世軍在各地的教會成立教會銅管樂團，亦是惟一世界性的銅管樂團。
目前台灣有 救世軍埔里隊銅管樂團。

### 台灣
在台灣目前有於2002年夏天成立的救世軍埔里隊銅管樂團 （页面存档备份，存于）及於2020年秋天成立[救世軍太平分隊銅管樂團]。以每個禮拜在教會的聖詩伴奏、序樂、墊樂與不定期演出的方式推廣銅管樂、教會音樂與增進社區的音樂發展。
並有2007年春天於台北創立的金頌銅管樂團、
及2016年夏天於高雄成立的金讚銅管樂團 （页面存档备份，存于）、
並有2018年於台中成立的銅心銅管樂團目前以一年數次定期大型音樂會演出及數次小型演出的方式活動並持續推廣英制銅管樂團。
另外有成立於2018年的「臺灣銅管樂團」，
由國家交響樂團小號副首席陳長伯教授號召國內銅管優秀人才所組成，團員大多是由臺灣赴歐美學成歸國的演奏家。

## 外部連結
- 4barsrest.com （页面存档备份，存于）
- British Bandsman magazine （页面存档备份，存于）
- Bandsman - brass band portal （页面存档备份，存于）
- Brasscast: Listen to a weekly Brass Band program
- BrassBander.co.uk - The home of Brass Bands in the UK
- Brass Band Aid - a charity using Brass Bands to help Africa （页面存档备份，存于）
- BritishBrass.co.uk - The best of British brass on the web （页面存档备份，存于）
- The Internet Bandsman's Everything Within （页面存档备份，存于）
- TheMouthpiece.com: Internet Brass Band Discussion Forum and Resource （页面存档备份，存于）
- Art of the States: brass band （页面存档备份，存于） music for brass band by American composers
- BrassBand.co.uk （页面存档备份，存于） Brass Band Sheet Music Search Engine

## 著代表性的銅管樂團

### 歐洲
歐洲大陸
- The Salvation Army Amsterdam Staff Band, 救世軍阿姆斯特丹參謀樂隊

- Brass Band Willebroek，最頂尖的非英國銅管樂團之一。
- Brass Band Leieland，位於比利時的銅管樂團。
- Solna Brass[1]，位於瑞典斯德哥爾摩省索爾納市之業餘銅管樂團。
- Stockholm Brass Band[2]，位於瑞典斯德哥爾摩之職業銅管樂團。

大不列顛
北英格蘭及蘇格蘭
- Black Dyke Band, one of the world's most famous brass bands.
- Brighouse and Rastrick Brass Band, one of the best-known bands in the world
- Foden's Band, one of the world's best brass bands, based in Cheshire
- Grimethorpe Colliery Band, the reigning English Champions and National Champions of Great Britain.
- The Scottish Co-op Band (formerly CWS Glasgow) （页面存档备份，存于）, Scotland's most successful brass band.
- YBS Band, successful brass band based in Huddersfield, West Yorkshire
- Yorkshire Imperial Band （页面存档备份，存于）, National Winners 1978, British Open Winners on three occasions

南英格蘭及威爾斯
- The Salvation Army International Staff Band, 救世軍萬國參謀樂隊、為世界上在教會音樂方面影響力最大的銅管樂團。

- Carharrack & St Day Silver Band, a band from two west Cornish villages
- Cory Band, a successful Welsh brass band
- Helston Town Band, a renowned Cornish band which plays the famous Floral Dance
- Mount Charles Brass Band （页面存档备份，存于）, a Cornish band that has enjoyed National success with both its senior and youth brass bands

### 北美洲
- New York Staff Band of the Salvation Army （页面存档备份，存于）, NYSB, The world famous Salvation Army brass band.
- Canadian Staff Band of the Salvation Army, CaSB, The World famous Salvation Army brass band.
- Brass Band of Battle Creek, world-renowned American brass band consisting of some of the best players worldwide.
- Hannaford Street Silver Band, Canada's premier professional brass band.

### 大洋洲
- The salvation army Melbourne Staff Band,於1896年創立於澳洲墨爾本、並於2002年至台灣巡迴演出後協助設立救世軍埔里隊銅管樂團，為歷史上第一團至台灣表演的銅管樂團。

- The salvation army Wellington Citadel Band,自1883年創立於紐西蘭救世軍威靈頓中央堂、並於1979年至日本巡迴演出造成轟動，直接引發日本於1980年代的銅管樂團風潮。為歷史上第一團到日本演出的銅管樂團。

- The National Brass Band of New Zealand, a famous, auditioned band based in New Zealand

### 亞洲
日本
- 救世軍日本参謀楽隊 Japan Saff Band of The Salvation Army （页面存档备份，存于），1902年成立的、亞洲地區現存歷史最悠久的銅管樂團，通稱JSB或本営バンド。

- 救世軍関西ディビジョナルバンド （页面存档备份，存于）

由 前田徳晴 樂長指揮。救世軍西南日本軍區的代表樂隊，通稱関西バンド。
- Tokyo Brass Society

由 山本武雄 成立。
為日本第一團救世軍以外的銅管樂團。
- [BREEZE BRASS BAND]

以大阪為據點、由職業演奏者組成的銅管樂團。指揮為 上村和義。
曾於1996年至歐洲巡演打開了日本銅管樂團在歐洲的知名度。
- VIVID BRASS TOKYO （页面存档备份，存于）

以關東為據點的、由職業演奏者組成的銅管樂團。
- [大阪コンサートブラス]

於2008年結成。由當時關西地區的各校音樂科系學生組成、現為關西地區的自由音樂工作者組成。通稱OCB。
- [The Band of the Black Colt] (BBC)

於1976年成立、日本歷史最悠久的市民銅管樂團。
- Japan Symphony Brass （页面存档备份，存于）（ジャパン・シンフォニー・ブラス）

成立於2015年以大阪為據點的業餘銅管樂團。
成員之中有許多非救世軍會友的基督徒，演奏曲目以救世軍曲目為主的教會音樂作為選曲主軸。
- [宇都宮ブラスソサエティ]

成立於1977年的傳統銅管樂團。
- [Nexus Brass Band]（ネクサスブラスバンド）

在1995年1月於茨城縣成立的該縣內最早的業餘銅管樂團。
- [OSAKA HARMONY BRASS]

於2000年6月成立的業餘銅管樂團。曾在2003年至澳洲銅管樂團選手權大賽取得第六名。由 伊勢敏之指揮。
- [BRIGHT BRASS☆STORM]

於1997年4月成立。大阪最早的業餘銅管樂團。因創立初期於 堺市 為據點，曾以BRASS BAND☆SAKAI的團名活動過。
- [ブリティッシュブラスちば](BBCb)

於2010年6月在千葉縣政府成立的業餘銅管樂團。
- [British Brass DOLCE]（ブリティッシュ・ブラス・ドルチェ/BBD）

於1987成立，以長野縣松本市為根據地也是該縣唯一的業餘銅管樂團。
- [コンクシェルバンド](CSB)

成立於1982年。以東京都品川區與目黒區為根據地的業餘銅管樂團。
- [浜松ブラスバンド](HaBB)

成立於2004年、以静岡県浜松市為活動地點的業餘銅管樂團。 團長 岡本篤彦、副團長 亀山敏昭。
於2010年開始毎年夏舉辦銅管樂團夏令營。
- [郡山シティバンド](KCB)

福島県唯一的業餘銅管樂團。
成立於1980年、2013年恢復活動。
- [Riverside British Brass]（リヴァーサイド･ブリティッシュ･ブラス/RBB）

成立於2000年5月。
以東京都江戸川区附近為根據地的銅管樂團。2014年起由河野一之擔任指揮。
- 福岡フローリッシュブラス（FFB）

九州地區最早的業餘銅管樂團、自2019年救世軍軍官 三澤直規 牧師接任指揮後以救世軍福岡隊為據點活動。
- 洗足学園音楽大学ブリティッシュ・ブラス（洗足音大銅管樂團）

日本第一個由音樂科系學生組成的大學銅管樂團。
- [ALL☆STAR BRASS BAND]

成立於1998年。
為くらしき作陽大学（作陽音樂大學）的學生社團。
- [国立音楽大学金管バンド]（くにたち・ブラスクワイヤー）

成立於2002年、由國立音大學生發起的社團。
- [東京藝術大学金管バンド]

成立於2019年、由東京藝大學生發起的社團。
台灣
- 北台灣
  - 金頌銅管樂團 Golden Hymn Brass Band，成立於2007年4月，為台灣第一團標準編制銅管樂團。
  - 台灣銅管樂團 The Taiwan Brass Band （页面存档备份，存于），成立於2018年，台灣第一團以職業音樂工作者組成的銅管樂團。

- 中台灣
  - 救世軍台中隊銅管樂團 The Salvation Army Taicyuu Corps Band （页面存档备份，存于），自二戰前開始組織活動、時日已不可考。應為中部地區最早的銅管樂團，但以於2016年停止活動。
  - 救世軍埔里隊銅管樂團 The Salvation Army Puli Crops Band （页面存档备份，存于），成立於2002年夏季，台灣目前唯一穩定活動的救世軍銅管樂團，也是台灣現存歷史最悠久的銅管樂團。
  - 臺中銅心銅管樂團 Taichung Brass Beat Band，成立於2018年9月，以中山醫學大學為據點。
  - [救世軍太平分隊銅管樂團The Salvation Army Thài-pêng Outpost Band]，成立於2020年底。

- 南台灣
  - 救世軍台南隊銅管樂團，據說為二戰前成立的銅管樂團，但以完全停止活動。
  - 高雄金讚銅管樂團 Kaohsiung Jin-Zan Brass Band （页面存档备份，存于），南台灣第一團銅管樂團

- 東台灣
  - 冬山社區銅管樂團，於宜蘭成立為東部地區最早的銅管樂團，以停止活動。